# Xã Chambers, Quận Holt, Nebraska
Xã Chambers (tiếng Anh: Chambers Township) là một xã thuộc quận Holt, tiểu bang Nebraska, Hoa Kỳ. Năm 2010, dân số của xã này là 429 người.